# Anastatus osmyli
Anastatus osmyli är en stekelart som först beskrevs av Girault 1927.  Anastatus osmyli ingår i släktet Anastatus och familjen hoppglanssteklar. Inga underarter finns listade i Catalogue of Life.